# The Beatles: Rock Band
The Beatles: Rock Band — музыкальная игра, разработанная компанией Harmonix Music Systems и выпущенная MTV Games. Является третьей по счету в серии игр Rock Band на игровых консолях. Игра заключается в имитировании исполнения рок-музыки с помощью контроллеров в виде музыкальных инструментов. The Beatles: Rock Band первая из всей серии, полностью посвященная одной группе — The Beatles. В игре присутствуют виртуальные образы участников группы, исполняющие песни на протяжении карьеры, включая известные выступления группы. В игре использованы 45 песен The Beatles, дополнительные песни и альбомы доступны как загружаемый контент.
Игра вышла 9 сентября 2009 года, в один день с изданием ремастированных CD альбомов The Beatles. Она очень похожа на другие игры серии Rock Band; тем не менее, она не является дополнением к Rock Band и игровой контент для неё не совместим с другими играми серии. Сооснователь Harmonix Алекс Ригопулос описал её так: «… новая, полноценная игра, созданная с нуля». Геймплей немного изменился по сравнению с предыдущими играми Rock Band. Например, появилась поддержка трёх голосовых партий одновременно.
Игра была создана при активном содействии Apple Corps и бывших членов The Beatles Пола Маккартни и Ринго Старра. Сын Джорджа Харрисона Дхани Харрисон помог наладить сотрудничество между Harmonix и Apple Corps, а Джайлз Мартин, сын продюсера The Beatles Джорджа Мартина, предоставил высококачественные версии песен The Beatles.
The Beatles: Rock Band была хорошо воспринята прессой как за возможность испытать неповторимые ощущения от знакомства с историей The Beatles, так и за просто хороший игровой процесс. За первый месяц продаж в США было продано более 500 тыс. экземпляров игры.

## Игровой процесс
The Beatles: Rock Band позволяет игрокам исполнять рок-музыку, используя 3 различных контроллера, созданных по подобию настоящих музыкальных инструментов (гитара и бас-гитара, барабанная установка и до трёх микрофонов). Игроки имитируют исполнение рок-музыки, используя контроллеры для воспроизведения проплывающих на экране нот. Для гитары и бас-гитары требуется зажимать цветные клавиши-«лады» и ударять по клавише-«струне»; для барабанной установки — бить в соответствующий по цвету барабан или зажимать педаль для игры на бас-барабане. При исполнении вокальной партии игрок может петь в другой октаве относительно оригинальной вокальной партии. Специальный индикатор отображает точность исполнителя по сравнению с оригиналом.
Как и в предыдущих играх серии Rock Band, за последовательное успешное попадание в ноты каждому игроку начисляются очки, пополняющие их «измеритель исполнения». Если игроку не удается попасть в ноты, то «измеритель исполнения» теряет очки. Если измеритель опустошается, игрок исключается из игры, что влечет за собой уменьшение итогового счета всей группы. Любой исключенный игрок может быть возвращен, если другой игрок активирует «битломанию», которая накапливается при успешном исполнении особо помеченных последовательностей нот. «Битломания» также может быть использована для временного повышения количества получаемых группой очков. Её активация на различных инструментах производится по-разному. Гитару следует поднять в вертикальном положении, на барабанах — ударить в определенный барабан в нужный момент, на микрофоне — в нужный момент издать какой-либо шум.
Для сохранения звучания музыки The Beatles в формулу Rock Band были внесены некоторые изменения. Звуковые подсказки, помогающие определить, насколько хорошо играет группа (одобрительные возгласы толпы, подпевание, или освистывание), не включены в игру. Участники виртуальной группы не прогоняются с позором со сцены, если игрок проваливает исполнение песни. Теперь игра просто переходит в меню «песня провалена» с возможностью попытаться ещё раз. При активации «битломании» гитарист может использовать тремоло-ручку при игре помеченной ноты, чтобы собрать больше «битломании», но теперь это не изменяет звучания ноты. На барабанах игрок просто исполняет ноты, пока ему не предложат сыграть определенную ноту для активации «битломании».

### Инструменты
Все ранее выпущенные инструменты для Rock Band совместимы со своими аналогами из The Beatles: Rock Band. Аналогично, инструменты для The Beatles: Rock Band также совместимы с другими играми серии Rock Band.
С игрой представлены 4 новых инструмента, созданных по подобию тех, что принадлежали членам The Beatles: гитара Rickenbacker 325, гитара Gretsch 6128, бас-гитара Höfner 500/1 и барабанная установка Ludwig-Musser. Они работают схожим образом с инструментами, разработанными для Rock Band 2, большинство изменений чисто косметические. «Ограниченное издание» игры включает в себя бас-гитару Höfner, барабанную установку Ludwig, микрофон, микрофонную стойку и открытки на тему The Beatles. Существует ещё одно, более дешевое издание, включающее инструменты от первой части Rock Band; это издание не содержит ни микрофонную стойку, ни открыток. Игра также была выпущена в издании SingStar с двумя микрофонами. Гитары Rickenbacker и Gretsch продаются отдельно.

## Саундтрек
Игра включает в себя 45 песен с 12 альбомов The Beatles, записанных в период 1962—1969 годов.
| Название песни                                                                 | Альбом                                | Год  | Место исполнения            |
| ------------------------------------------------------------------------------ | ------------------------------------- | ---- | --------------------------- |
| «A Hard Day’s Night»                                                           | A Hard Day's Night                    | 1964 | Ed Sullivan Theater         |
| «And Your Bird Can Sing»                                                       | Revolver                              | 1966 | Budokan                     |
| «Back in the U.S.S.R.»                                                         | The Beatles                           | 1968 | Abbey Road Studios '67—68   |
| «Birthday»                                                                     | The Beatles                           | 1968 | Abbey Road Studios '68—69   |
| «Boys»                                                                         | Please Please Me                      | 1963 | Cavern Club                 |
| «Can't Buy Me Love»                                                            | A Hard Day's Night                    | 1964 | Ed Sullivan Theater         |
| «Come Together»                                                                | Abbey Road                            | 1969 | Abbey Road Studios '68—69   |
| «Day Tripper»                                                                  | Сингл                                 | 1965 | Budokan                     |
| «Dear Prudence»                                                                | The Beatles                           | 1968 | Abbey Road Studios '67—68   |
| «Dig a Pony»                                                                   | Let It Be                             | 1970 | Rooftop Concert             |
| «Do You Want to Know a Secret»                                                 | Please Please Me                      | 1963 | Cavern Club                 |
| «Don’t Let Me Down»                                                            | Сингл                                 | 1969 | Rooftop Concert             |
| «Drive My Car»                                                                 | Rubber Soul                           | 1965 | Budokan                     |
| «Eight Days a Week»                                                            | Beatles for Sale                      | 1964 | Shea Stadium                |
| «Get Back»                                                                     | Let It Be                             | 1970 | Rooftop Concert             |
| «Getting Better»                                                               | Sgt. Pepper's Lonely Hearts Club Band | 1967 | Abbey Road Studios '66—67   |
| «Good Morning Good Morning»                                                    | Sgt. Pepper's Lonely Hearts Club Band | 1967 | Abbey Road Studios '66—67   |
| «Hello, Goodbye»                                                               | Magical Mystery Tour                  | 1967 | Abbey Road Studios '67—68   |
| «Helter Skelter»                                                               | The Beatles                           | 1968 | Abbey Road Studios '68—69   |
| «Here Comes the Sun»                                                           | Abbey Road                            | 1969 | Abbey Road Studios '68—69   |
| «Hey Bulldog»                                                                  | Yellow Submarine                      | 1969 | Abbey Road Studios '67—68   |
| «I Am the Walrus»                                                              | Magical Mystery Tour                  | 1967 | Abbey Road Studios '67—68   |
| «I Feel Fine»                                                                  | Сингл                                 | 1964 | Shea Stadium                |
| «I Me Mine»                                                                    | Let It Be                             | 1970 | Rooftop Concert             |
| «I Saw Her Standing There»                                                     | Please Please Me                      | 1963 | Cavern Club                 |
| «I Wanna Be Your Man»                                                          | With The Beatles                      | 1963 | Ed Sullivan Theater         |
| «I Want to Hold Your Hand»                                                     | Сингл                                 | 1963 | Ed Sullivan Theater         |
| «I Want You (She's So Heavy)»                                                  | Abbey Road                            | 1969 | Rooftop Concert             |
| «If I Needed Someone»                                                          | Rubber Soul                           | 1965 | Shea Stadium                |
| «I'm Looking Through You»                                                      | Rubber Soul                           | 1965 | Shea Stadium                |
| «I've Got a Feeling»                                                           | Let It Be                             | 1970 | Rooftop Concert             |
| «Lucy in the Sky with Diamonds»                                                | Sgt. Pepper's Lonely Hearts Club Band | 1967 | Abbey Road Studios '66—67   |
| «Octopus's Garden»                                                             | Abbey Road                            | 1969 | Abbey Road Studios '68—69   |
| «Paperback Writer»                                                             | Сингл                                 | 1966 | Budokan                     |
| «Revolution»                                                                   | Сингл                                 | 1968 | Abbey Road Studios '68—69   |
| «Sgt. Pepper’s Lonely Hearts Club Band» / «With a Little Help from My Friends» | Sgt. Pepper's Lonely Hearts Club Band | 1967 | Abbey Road Studios '66—67   |
| «Something»                                                                    | Abbey Road                            | 1969 | Abbey Road Studios '68—69   |
| «Taxman»                                                                       | Revolver                              | 1966 | Budokan                     |
| «The End»                                                                      | Abbey Road                            | 1969 | Abbey Road Studios (Encore) |
| «Ticket to Ride»                                                               | Help!                                 | 1965 | Shea Stadium                |
| «Twist and Shout»                                                              | Please Please Me                      | 1963 | Cavern Club                 |
| «While My Guitar Gently Weeps»                                                 | The Beatles                           | 1968 | Abbey Road Studios '67—68   |
| «Within You Without You / Tomorrow Never Knows»                                | Love                                  | 2006 | Abbey Road Studios '66—67   |
| «Yellow Submarine»                                                             | Revolver                              | 1966 | Abbey Road Studios '66—67   |

### DLC
Игра включает 29 песни DLC из альбома Rubber Soul, Sgt. Pepper's Lonely Hearts Club Band и Abbey Road, также песня "All You Need Is Love" из альбома Magical Mystery Tour.
| Песня                                                       | Альбом                                | Год  | Место исполнение   | Дата выхода     |
| ----------------------------------------------------------- | ------------------------------------- | ---- | ------------------ | --------------- |
| "Maxwell's Silver Hammer"                                   | Abbey Road                            | 1969 | Abbey Road Studios | 20 октября 2009 |
| "Oh! Darling"                                               | Abbey Road                            | 1969 | Abbey Road Studios | 20 октября 2009 |
| "Because"                                                   | Abbey Road                            | 1969 | Abbey Road Studios | 20 октября 2009 |
| "You Never Give Me Your Money"                              | Abbey Road                            | 1969 | Abbey Road Studios | 20 октября 2009 |
| "Sun King" / "Mean Mr. Mustard"                             | Abbey Road                            | 1969 | Abbey Road Studios | 20 октября 2009 |
| "Polythene Pam" / "She Came in Through the Bathroom Window" | Abbey Road                            | 1969 | Abbey Road Studios | 20 октября 2009 |
| "Golden Slumbers" / "Carry That Weight" / "The End"         | Abbey Road                            | 1969 | Abbey Road Studios | 20 октября 2009 |
| "Her Majesty"                                               | Abbey Road                            | 1969 | Abbey Road Studios | 20 октября 2009 |
| "Abbey Road Medley"                                         | Abbey Road                            | 1969 | Abbey Road Studios | 20 октября 2009 |
| "All You Need Is Love"                                      | Magical Mystery Tour                  | 1967 | Abbey Road Studios | 9 сентября 2009 |
| "Fixing a Hole"                                             | Sgt. Pepper's Lonely Hearts Club Band | 1967 | Abbey Road Studios | 17 ноября 2009  |
| "She's Leaving Home"                                        | Sgt. Pepper's Lonely Hearts Club Band | 1967 | Abbey Road Studios | 17 ноября 2009  |
| "Being for the Benefit of Mr. Kite!"                        | Sgt. Pepper's Lonely Hearts Club Band | 1967 | Abbey Road Studios | 17 ноября 2009  |
| "Within You Without You"                                    | Sgt. Pepper's Lonely Hearts Club Band | 1967 | Abbey Road Studios | 17 ноября 2009  |
| "When I'm Sixty-Four"                                       | Sgt. Pepper's Lonely Hearts Club Band | 1967 | Abbey Road Studios | 17 ноября 2009  |
| "Lovely Rita"                                               | Sgt. Pepper's Lonely Hearts Club Band | 1967 | Abbey Road Studios | 17 ноября 2009  |
| "Sgt. Pepper's Lonely Hearts Club Band (Reprise)"           | Sgt. Pepper's Lonely Hearts Club Band | 1967 | Abbey Road Studios | 17 ноября 2009  |
| "A Day in the Life"                                         | Sgt. Pepper's Lonely Hearts Club Band | 1967 | Abbey Road Studios | 17 ноября 2009  |
| "Norwegian Wood (This Bird Has Flown)"                      | Rubber Soul                           | 1965 | Abbey Road Studios | 17 ноября 2009  |
| "You Won't See Me"                                          | Rubber Soul                           | 1965 | Shea Stadium       | 15 декабря 2009 |
| "Nowhere Man"                                               | Rubber Soul                           | 1965 | Abbey Road Studios | 15 декабря 2009 |
| "Think for Yourself"                                        | Rubber Soul                           | 1965 | Shea Stadium       | 15 декабря 2009 |
| "The Word"                                                  | Rubber Soul                           | 1965 | Shea Stadium       | 15 декабря 2009 |
| "Michelle"                                                  | Rubber Soul                           | 1965 | Abbey Road Studios | 15 декабря 2009 |
| "What Goes On"                                              | Rubber Soul                           | 1965 | Shea Stadium       | 15 декабря 2009 |
| "Girl"                                                      | Rubber Soul                           | 1965 | Abbey Road Studios | 15 декабря 2009 |
| "In My Life"                                                | Rubber Soul                           | 1965 | Abbey Road Studios | 15 декабря 2009 |
| "Wait"                                                      | Rubber Soul                           | 1965 | Shea Stadium       | 15 декабря 2009 |
| "Run for Your Life"                                         | Rubber Soul                           | 1965 | Shea Stadium       | 15 декабря 2009 |

## Отзывы
| Сводный рейтинг | Сводный рейтинг | Сводный рейтинг | Сводный рейтинг |
| Издание         | Оценка          | Оценка          | Оценка          |
| Издание         | PS3             | Wii             | Xbox 360        |
| --------------- | --------------- | --------------- | --------------- |
| GameRankings    | 89,66 %         | 90,00 %         | 89,83 %         |